# Bomberman Land
Bomberman Land — відеогра, випущена 21 грудня 2000 року для PlayStation як частина франшизи Bomberman.
Вона є першою частиною серії Bomberman Land і породила власну серію продовжень, серед яких Bomberman Land 2, Bomberman Land 3 2005 року, Bomberman Land Touch!, Bomberman Land Touch! 2, а також ігри для Wii та PSP 2007 року.

## Сюжет
Історія починається з того, що Білий Бомбермен відпочиває на пляжі та отримує запрошення до парку розваг. Прибувши туди, він розуміє, що інші персонажі та друзі з гри також отримали запрошення і теж перебувають там. На екрані з'являється дивна фігура, яка викрадає керівника парку. Тепер завдання Білого Бомбермена — перемогти у різних змаганнях і здолати Чемпіона у його власній грі.

## Ігровий процес
Bomberman Land — це гра, яка дозволяє грати в багатокористувацький режим, що дозволяє гравцям пережити пригоди через серію мініігор. Також є можливість грати в самітну гру в режимі історії. Існують різні рівні, головоломки та квести, які потрібно вирішити. Гра також включає режим Battle Pack Mode, який є класичним способом гри в Bomberman.
Мета гри — зібрати 125 карток, отриманих під час пригод у тематичному парку Bomberman Land.